# Parafia św. Apostołów Piotra i Pawła w Czyżewie
Parafia pw. Świętych Apostołów Piotra i Pawła w Czyżewie – rzymskokatolicka parafia należąca do dekanatu Czyżew, diecezji łomżyńskiej, metropolii białostockiej. Siedziba parafii mieści się w Czyżewie, przy Dużym Rynku.

## Historia
Parafia została erygowana w 1449. Od 1952 do 1965 proboszczem parafii był ks. inf. Henryk Betto. Od 2023 proboszczem parafii jest ks. Krzysztof Karwowski.

## Obszar parafii

### Miejscowości i ulice
W granicach parafii znajdują się miejscowości:
- Czyżew,
- Białe-Chorosze,
- Białe-Figle,
- Białe-Kwaczoły,
- Białe-Giezki,
- Białe-Misztale,
- Białe-Papieże,
- Białe-Szczepanowice,
- Białe-Zieje,
- Brulino-Koski,
- Brulino-Piwki,
- Brulino-Lipskie,
- Czyżew-Chrapki,
- Czyżew-Ruś-Kolonia,
- Czyżew-Ruś-Wieś,
- Czyżew-Siedliska,
- Czyżew-Stacja,
- Czyżew-Sutki,
- Czyżew-Złote Jabłko,
- Dmochy-Glinki,
- Dmochy-Mrozy,
- Dmochy-Rodzonki,
- Dmochy-Wochy,
- Dmochy-Wypychy,
- Godlewo-Baćki,
- Godlewo-Kolonia,
- Godlewo-Piętaki,
- Gostkowo,
- Helenowo,
- Jaźwiny-Koczoty,
- Kraszewo Czarne,
- Michałowo Wielkie,
- Michałowo-Wróble,
- Murawskie-Czachy,
- Murawskie-Miazgi,
- Ołdaki-Magna Brok,
- Pieńki Wielkie,
- Siennica-Klawy,
- Siennica-Lipusy,
- Siennica-Pietrasze,
- Siennica-Święchy,
- Siennica-Szymanki,
- Stokowo-Bućki,
- Stokowo-Szerszenie,
- Szulborze-Kozy,
- Zabiele-Pikuły
- Żelazy-Brokowo